# فيليب هاريل
فيليب هاريل (بالفرنسية: Philippe Harel)‏ (و. 1956 – م) هو ممثل، ومخرج سينمائي، وكاتب سيناريو من فرنسا . ولد في باريس .

## روابط خارجية
- فيليب هاريل على موقع IMDb (الإنجليزية)
- فيليب هاريل على موقع روتن توميتوز (الإنجليزية)
- فيليب هاريل على موقع ألو سيني (الفرنسية)
- فيليب هاريل على موقع أول موفي (الإنجليزية)
- فيليب هاريل على موقع قاعدة بيانات الفيلم (الإنجليزية)
- فيليب هاريل على موقع كينوبويسك (الروسية)